# 道义现实主义

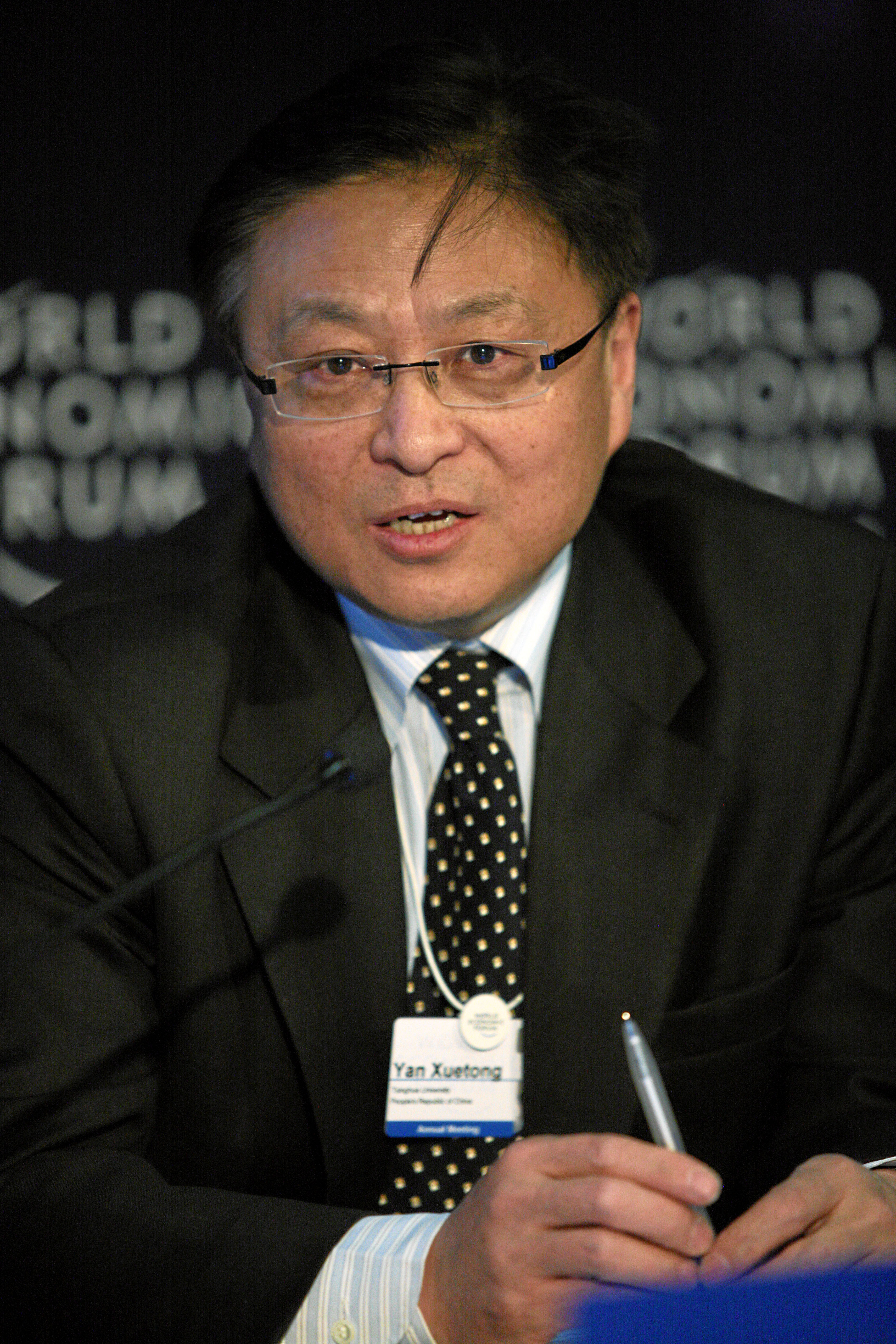
阎学通2011年在瑞士达沃斯论坛

道义现实主义是一种國際關係學新古典现实主义理论范式，由清华大学国际关系学系主任阎学通主导建立，该理论研究“世界权力中心”的转移过程与转移原理，认为未来十年中国崛起和美国相对衰落将会对国际政治和世界格局产生重大影响，中美竞争不会导致第二次冷战，但是世界中心将会从欧洲转向东亚。
阎学通认为经典国际关系理论仅解释了霸权为何会衰落的原因，而忽视了后进国家为何会崛起的研究。该理论认为，研究后进国家如何崛起，将会有效地解释中华人民共和国的影响力为何日益扩大，为世界舞台上大国主导地位变化提供了一种具有挑战性的看法。道义现实主义成形于阎学通的著作《世界权力的转移：政治领导与战略竞争》，在阎学通的《大国领导力》一书中得到了进一步的阐述。
道义现实主义发表后，学界反应不一。学界认可道义现实主义对传统的制度决定论提出了挑战，但质疑其对道义的定义，认为其过于模糊，无法形成有效范式；有学者不认可其“同盟”概念能够代表国家间战略信誉，对于道义现实主义的政治分类和国家分类，一部分学者也提出了质疑。

## 理论

### 基础理论
道义现实主义最早来自于阎学通2014年4月22日在《中国国际政治杂志》（The Chinese Journal of International Politics）第2期上发表的文章——《从韬光养晦到奋发有为》（From Keeping a Low Profile to Striving for Achievement），认为中华人民共和国的外交政策已经结束了“韬光养晦”时期，向更加外向的外交风格前进。这样的外交风格不仅不会对国际秩序产生破坏，反而会促进国际秩序的构建，而“道义”是国际秩序构建的重要一环。
道义现实主义理论来自于经典现实主义理论。罗伯特·吉尔平的“霸权衰落”理论提出了“霸权的衰落的重要原因是经济上的严重不足，也就是维持国际现状以保持其主导国地位所需的经济成本远超过其财政实力”的观点。阎学通认为经典国际关系理论仅解释了霸权为何会衰落的原因，而忽视了后进国家为何会崛起的研究，崛起国的领导力比主导国以及同时代其他国家的领导力更强且更高效的时候，这些国家的国际权力将会以崛起国胜过主导国的方式进行重构。根据现实主义国家共识（国家利益是客观的，是由国家的物质实力决定的），道义现实主义将强调战略偏好大过于强调理论偏好。
道义现实主义将实力定义为力量，将权力定义为影响力。这种区分为划分政治领导的类型奠定了基础。政治领导是操作性因素，它决定着一国综合实力的升降。军事、经济、文化是综合实力的资源性要素，它们作用的大小随着政治领导这一操作性实力的效率大小而变化。操作性实力要素的效率主要取决于政府政治改革的方向和执行力度。从政治角度来说，改革有讲道义的含义，改革和倒退是反义词。这意味着，如果一国的政治领导能够比其他国家的政治领导实施更多更彻底的改革，这个国家的综合实力就能比其他国家的综合实力增长得快。
一个典型的例子是，1991年1月，美国组建强大的多国部队拯救了被萨达姆吞并的科威特，并惩罚侵略者。美国的决策符合《联合国宪章》中关于领土完整的原则，是符合国际道义标准的。美国赢得了34个盟友，有效扩大了其进行海湾战争的物质实力。相反，伊拉克萨达姆政府违反了国际法，其行为按国际准则是不道义的。因此，它失去了国内外公众的支持，伊拉克与美国的军事实力差距大幅扩大。这表明，即使不道义行为不损害一国的绝对实力，也会大大削弱其相对实力。

### 自变量
道义现实主义认为“领导力”是大国崛起的单一标准，同时以工具角度以了解道义现实主义，布罗斯特罗姆把道义现实主义定义为一种衡量国家利益的方法，这种方法引起人们对道义的关注“其实从工具角度认识道义是可能的。这意味着道义可以被看作国家理性外交决策过程中的一部分，这样做是有可能产生特殊结果的。”勒博认为“伦理不但具有重要的工具作用，而且不用正义的语言就不能明智地阐述利益。”阎学通认为获益于采用道义外交政策是战略偏好所致，而不是国家利益的算计。
道义现实主义强调战略偏好，这基于现实主义者的一个共识，即国家利益是客观的，是由国家的物质实力决定的。因此，道义的作用是在应该如何获得国家利益方面影响决策者，而非在哪些是国家利益的问题上影响决策者。在具体情况下，决策者有时不得不决定哪些利益应该得到优先考虑。因此，政策制定的核心就在于如何做出战略决策以实现利益最大化，道义现实主义将自变量定义为领导力，这被视为对传统现实主义理论对国家领导体系解释不足的一个补充。
道义现实主义认为，随着中华人民共和国的崛起，2019-2028年世界可能形成以中国和美国为主导的两极格局；但因为中美双方都有意避免产生意识形态方面的冲突，世界很有可能进入一个没有主流价值观的时代，可能将在各种国际论坛上看到不同意识形态之间的竞争:197-198。

### 国际转移逻辑
1. 国家领导力的提高或下降导致国家间相对实力的变化，最终导致整个国际格局的变化；
2. 在无政府状态的国际体系中，所有国家维护自身战略利益的原则都是自保，但采取的外交策略是不同的；
3. 追求自身利益是国家行为的首要动机，也是制定国际规范背后的动力；
4. 权力的零和性导致崛起国与主导国之间的结构性矛盾，并影响现行国际秩序。

这些推论并不是相互排斥的，而可能是部分重叠的。例如，推论1认为领导决定了国际格局的变化，而推论2假定不同的领导具有不同的战略偏好，在无政府状态的国际体系中所有国家都为自身战略利益实行自保。推论3认为追求自身利益是国家行为的首要动机，领导国建立国际规范是为了稳定一个有利于自身利益的秩序，而推论4则认为领导国之间的利益冲突造成国际秩序的不稳定。

## 对政治领导和国家类型的分类
道义现实主义将国家分类为主导国、崛起国、地区大国和小国。主导国和崛起国实力的增强或减弱对一个独立的国际体系的国际格局变化是有影响的，而地区大国和小国的实力变化则没有那样的作用。

### 对国家类型的分类

#### 主导国
在独立的国际体系中具有支配性影响力的国家，而这个国际体系不一定是全球性的。全球国际体系是在1500年左右形成的。在这之前的古代曾有过几个独立的国际体系。
道义现实主义将古代互不联系的国际体系中的领导国和现代世界体系中的领导国都视为主导国。例如，春秋时期，齐国、晋国、楚国、吴国、越国5个霸权国在同一体系的不同时期先后建立了主导地位，因此它们都被定义为主导国，等同于古罗马帝国、奥斯曼帝国、大唐帝国、大蒙古帝国与现代的超级大国如18世纪的法国和英国以及冷战时期的苏联和美国。

#### 崛起国
这些国家综合实力的增长能达到缩小与主导国之间实力差距的程度，使它们能够夺走主导国的部分权力。19世纪70年代的美国是个崛起国，20世纪50年代的苏联和80年代的日本都是崛起国。2008年金融危机爆发后，中华人民共和国成为典型的崛起国。崛起国的实力能超过主导国，成为超级大国，美国是这种例子。崛起国能成为超级大国，但未能超越主导国，苏联是这种例子。崛起国能缩小与主导国之间的实力差距，但未能达到超级大国的水平，冷战时期的日本就是这种情况。在21世纪的头17年，中华人民共和国与美国的综合实力差距大大缩小。不过，自2017年以来，美国战略失误对缩小中美实力差距所起的作用大于中国实力增长的作用。

#### 地区大国
这些国家在地区或次地区事务中占有主导地位，虽然它们在一个独立的国际体系的某一局部地区没有竞争者，但在整个国际系统层面仍受主导国的影响。
现在，俄罗斯、日本、德国、法国、英国、巴西和澳大利亚属于地区大国，印度、南非、沙特阿拉伯和印度尼西亚属于次地区大国。尽管某些现代地区大国和古代的主导国所影响的地域范围相似，但两者是不同的，因为古代的地域国际体系是相互分离的。与古代地区大国不同，现代地区大国对其所在国际体系不产生整体性影响。例如，印度是现代世界国际体系中的南亚地区大国，而古代的莫卧儿帝国（1526—1857年）是该地区体系的主导国，因为该地区是个独立的国际体系，在当时与世界其他地区几乎没有联系。另一个例子是2016年英国的脱欧公投使英国脱离了欧盟，虽然这冲击了整个欧洲政治，但对欧洲以外的国家几乎没有影响。

#### 小国
实力太弱以至在地区或次地区体系中都发挥不了任何领导作用的国家。

### 对政治领导的划分
道义现实主义在政治领导类型和国家类型的基础上，总结出每一种政治领导类型的战略偏好：
| 国家/领导类型 | 无为                           | 守成                             | 进取                     | 争斗                       |
| ------------- | ------------------------------ | -------------------------------- | ------------------------ | -------------------------- |
| 主导国        | 安全绥靖（英国张伯伦）         | 军事收缩（美国奥巴马）           | 军事干涉（美国克林顿）   | 全面遏制（美国杜鲁门）     |
| 崛起国        | 安全逃避（日本宇野宗佑）       | 拓展全球经济合作（日本海部俊树） | 睦邻结盟（苏联赫鲁晓夫） | 军事扩张（苏联勃列日涅夫） |
| 地区大国      | 防外部介入（印度古吉拉尔）     | 强化区域经济合作（德国默克尔）   | 地区同盟（俄罗斯普京）   | 军事对抗（日本安倍晋三）   |
| 小国          | 中立国对外中立（瑞士轮值总统） | 不结盟运动（肯尼亚肯亚塔）       | 参加同盟（新加坡李光耀） | 自我封闭（朝鲜金正恩）     |

## 学界反应
- 2014 年，针对阎学通在《中国国际政治杂志》（The Chinese Journal of International Politics）第2期上发表的文章，秦亚青随即在《中国国际政治杂志》（The Chinese Journal of International Politics）第3期上发表了一篇《变革中延续：中国国际战略及其背景》（Continuity through Change: Background Knowledge and China’s International Strategy）的文章指出，“阎学通的‘道义现实主义’理论对‘道义’（morality）的界定不清晰，甚至是误导性的，因为阎将盟友间的战略信誉等同于‘道义’，即不问对错地支持盟友即为道义。”[11]秦亚青指出，“道义现实主义所界定的道义，既不与摩根索的道德定义类似，也不是以普世标准来界定，而是以国家利益来界定，这完全是从现实主义的视角来界定道德，其目的还是为了争夺权力和领导权。”

- 克里希南·梅农（Shivshankar Menon）[12]、科菲·约翰逊（Kofi Johnson）[13]、派尼尔（Pär Nyrén）[14]三位书评人认为道义现实主义理论为国关学者提供了一个新思路，打破了固有的“欧洲中心论”（Eurocentrism）模式。

- 中国社科院徐进认为，“该理论尚未对道义进行严格定义，故它内部有关道义水平高低的评判标准是模糊的。此外，关于道义的来源与转化问题：决策者的道义认知如何获得？它又如何转化成国家层面可以被实践的道德原则？在领导人更替后，如何确保原有道义原则在代际间的传承和延续性？第三，该理论对领导人类型进行划分的标准还需要更加明确且可操作[15]。”

- 尹继武认为，“按照该理论的逻辑，美国的霸权虽然不讲道义，不是‘王道’，但它信守承诺，故有较高战略信誉。和中国对比所表现出的就是，美国的盟友数量更多。”但尹继武认为，“这里或许还存在一个时代与国际大环境的问题。在一战二战等结盟盛行的时代，以盟友数量多少判断道义高低似乎有一定道理。但当前的国际社会相对当时更稳定，作为公共物品的安全供给更充足，所以结盟不那么流行。因此他认为，盟友之间的战略信誉不能跟道义划等号。”

- 南开大学刘丰教授认为，“好的分类法应该做到穷尽（不能有遗漏）和互斥（彼此间无交集）。按此标准，该理论对国家类型的划分标准可能存在问题，即在两大标准下还分别有两个次维度。比如它根据实力大小把国家类型分成主导国、崛起国、地区大国和小国。这里实际隐含两条不同的划分标准，一是国家的实力地位，二是国家实力的变动趋势（如主导与崛起）。两条隐含标准的混淆降低了理论的清晰度。其次，领导类型与战略信誉这两个次级变量的存在，使可能存在的国家类型的数量大为增加，于是可能会降低理论的逻辑自洽性和解释力。”